# Железная клетка
«Железная клетка» — социологический термин, впервые использованный Максом Вебером и обозначающий возрастающую бюрократизацию и рационализацию общества, в частности в странах Западного капитализма. «Железная клетка» запирает индивида в бюрократической системе, основанной только на прикладной пользе и рациональном расчёте. Вебер также называл бюрократизацию «полярной ночью ледяной тьмы».
Изначально Вебер использовал термин stahlhartes Gehäuse. В 1930 году он был переведён Толкоттом Парсонсом на английский язык как «железная клетка» в его переводе книги Вебера Протестантская этика и дух капитализма. В настоящее время многие исследователи, однако, предпочитают более дословный перевод — «стальной панцирь».

В переводе на русский язык М. И. Левиной слова Вебера звучат так:
По Бакстеру, забота о мирских благах должна обременять его святых не более, чем «тонкий плащ, который можно ежеминутно сбросить». Однако плащ этот волею судеб превратился в стальной панцирь. 
Вебер был заинтересован социальными действиями и субъективным значением, которое люди придают их действиям и взаимодействиям в определённых социальных контекстах. Он также был сторонником идеализма — убеждения, что вещи познаются только через значения, которые люди им придают. Это привело к его заинтересованности властью, бюрократией и рационализацией.

## Сдвиг ценностей
В книге Вебера «Общая экономическая история» говорится: 
Курс развития включает в себя … привнесение в традиционное братство расчёта, заменяющего старые религиозные отношения.
Современное Веберу общество характеризовалось сдвигом в мотивации поведения индивида. Социальные действия стали основываться на производительности, а не на традиционных ценностях. таких как наследственность или родство. Поведение стало определяться в большей степени рациональным мышлением, ориентированным на достижение цели, и в меньшей — традициями и ценностями. Согласно Веберу, сдвиг от старых форм мобильности в виде родства к новым формам в виде строгого набора правил стал непосредственным результатом накопления капитала, то есть капитализма.

## Положительные и отрицательные черты бюрократизации

### Положительные черты
В отличие от феодальной и патримониальной систем, где люди поднимаются по социальной лестнице на основании их личных отношений и родства, в бюрократии имеется строгий набор чётко выраженных и ясно сформулированных правил, регулирующих подъём по карьерной лестнице. Он основывается на трудовом стаже, квалификации и дисциплинарном контроле.
Вебер писал, что бюрократические системы — это организации, ориентированные на достижение конкретных целей и основанные на рациональных принципах, использующихся для эффективного достижения поставленных целей. Он считал, что они повлияли на современное общество и его функционирование, особенно в сфере политики.

### Отрицательные черты
Однако Вебер также признаёт, что «железная клетка» бюрократической системы также создаёт определённые ограничения. Бюрократии концентрируют большое количество власти в руках малого числа людей, чьи полномочия зачастую не поддаются регулированию. Вебер считал, что тот, кто контролирует бюрократические организации, контролирует и качество жизни людей в бюрократической системе. Таким образом, бюрократии зачастую способствуют созданию олигархии.
Бюрократические системы могут распоряжаться ресурсами в собственных целях, что оказывает значительный эффект на жизнь общества, не имеющего над этим никакой власти. Это также оказывает влияние на политический строй общества и государство, поскольку бюрократии создаются для их регулирования, но подвержены коррупции. Задача бюрократии не всегда является однозначной и может разрушить общественный порядок. Интересы общества не всегда совпадают с интересами бюрократии, что может в дальнейшем нанести ущерб их развитию.
Выделяются и проблемы, связанные с рационализацией бюрократии. Когда создаётся бюрократическая система, система её управления становится нерушима. Есть лишь один набор правил и процедур, ставящий всех в равные условия. Из-за того, что не учитываются обстоятельства каждого конкретного случая, происходит деперсонализация.

В индустриальном бюрократическом обществе всё становится частью аппарата, даже люди. В своей книге «Хозяйство и общество» Вебер писал: 
Рациональный расчёт … уменьшает каждого рабочего до шестерёнки в бюрократической машине. Видя себя в этом свете, рабочий всего лишь спросит, как ему стать … большей шестерёнкой. Страсть к бюрократизации … загоняет людей в состояние отчаяния.
В связи с этим выделяются следующие отрицательные черты бюрократической иерархии:
- Потеря индивидуальности. Человек продаёт свой труд начальству, а не сам пользуется его плодами.[19]
- Потеря автономности. Труд служащего оценивается и оплачивается его начальством.[20]
- Служащие становятся одержимы идеей продвижения по карьерной лестнице, но степень их достижений всегда оценивается кем-то другим.[20]

## Железная клетка бюрократии
Вебер полагал, что бюрократия — наивысшая форма организации, и дальнейшая бюрократизация и рационализация неизбежна За этим должно последовать и развитие железной клетки, в результате чего общество станет упорядоченным, строгим и лишённым человеческих качеств. По Веберу, железная клетка станет единым набором правил и законов, которым все будут подвержены и будут вынуждены подчиняться. Человек загоняется бюрократией в железную клетку, ограничивающую личную свободу и потенциал вместо «технологической утопии», которая должна его освободить. Процесс бюрократизации лишает человека выбора.
По Веберу, бюрократия существует и развивается по следующим законам:
- Представитель власти может распоряжаться ею лишь во исполнение своих обязанностей
- Бюрократия организована в чёткую и прозрачную систему ведомств
- Каждое ведомство имеет ясно очерченную сферу компетенции
- Представитель власти нанят на добровольной основе и имеет право выбирать место работы
- Представители власти выбираются с учётом квалификации
- Представитель власти получает постоянную фиксированную зарплату
- Ведомство — основное место работы представителя власти
- Повышение в должности основывается на личных достижениях и назначается сверху
- Представитель власти не владеет и не может владеть средствами её осуществления
- Представитель власти подвержен постоянной и жесткой дисциплине в ведомстве

## Критика бюрократизации и железной клетки
Вебер считал, что бюрократия доминирует в социальной структуре современного общества, которое, тем не менее, нуждается в ней для регулирования сложных социальных процессов. Для кого-то деятельность бюрократических систем имеет благоприятные последствия, но в долгосрочной перспективе они зачастую подрывают человеческие свободы и демократический строй общества. Вместе с тем, согласно Веберу, общество создаёт эти бюрократические системы, а значит оно может их изменить или, при необходимости, разрушить.
Рационализация общества уничтожила авторитет магических сил, но вместе с тем и создала бюрократический аппарат, бросающий вызов всем религиозным течениям.